# アンデストキ
アンデストキ（学名：Plegadis ridgwayi）は、ペリカン目トキ科に分類される鳥類の一種である。別名ナンベイブロンズトキ。

## 分布
ペルー中部から、ボリビア、チリ北部、アルゼンチン西北部に分布する。

## 形態
全長56-61cm。生殖羽は体の上面が赤褐色で背面と肩に緑紫色の光沢がある。体の下面は、淡い紫色の光沢のある黒色である。非繁殖羽と若年個体は頭部から頸が暗い褐色で白い縦斑がはいる。眼先の赤色の皮膚が裸出している。嘴は黒みがかった桃色で、脚は黒色である。

## 生態
高地の沼地や湿地に生息する。